# Lijst van rijksmonumenten in Nunspeet (plaats)
De plaats Nunspeet telt 22 inschrijvingen in het rijksmonumentenregister. Hieronder een overzicht.
| Object                                                           | Oorspronkelijke functie?  | Bouwjaar                                         | Architect     | Locatie             | Coördinaten?                  | Nr.?   | Afbeelding                                                       |
| ---------------------------------------------------------------- | ------------------------- | ------------------------------------------------ | ------------- | ------------------- | ----------------------------- | ------ | ---------------------------------------------------------------- |
| Toren van de Nederlands Hervormde Kerk                           | Kerk en kerkonderdeel     | begin 16e eeuw                                   |               | Dorpsstraat bij 14  | 52° 22' 35" NB, 5° 47' 9" OL  | 30837  | Meer afbeeldingen                                                |
| Gave boerderij met rieten wolfdak                                | Boerderij                 | mogelijk laat 18e eeuw                           |               | Harderwijkerweg 71  | 52° 22' 29" NB, 5° 46' 22" OL | 30838  | Meer afbeeldingen                                                |
| De Duif                                                          | Industrie- en poldermolen | 1886                                             |               | Molenweg 91         | 52° 23' 32" NB, 5° 46' 53" OL | 30839  | Meer afbeeldingen                                                |
| Muldershuis, nabij de molen 'De Duif'                            | Boerderij                 | 1786 (ankers)                                    |               | Molenweg 93         | 52° 23' 33" NB, 5° 46' 54" OL | 30840  | Meer afbeeldingen                                                |
| Gaaf bewaarde boerderij                                          | Boerderij                 | 1873 (jaartalsteen)                              |               | Molenweg 102        | 52° 23' 40" NB, 5° 46' 53" OL | 30841  | Meer afbeeldingen                                                |
| Hoeve met rieten wolfdak                                         | Boerderij                 | 1861                                             |               | Oosteinderweg 83    | 52° 23' 19" NB, 5° 48' 29" OL | 30842  | Meer afbeeldingen                                                |
| Gepleisterde boerderij                                           | Boerderij                 | 1868                                             |               | Wezenland 34        | 52° 23' 19" NB, 5° 47' 21" OL | 30843  | Gepleisterde boerderij                                           |
| Terrein waarin twee grafheuvels                                  | Archeologisch monument    | Neolithicum en/of Bronstijd                      |               |                     | 52° 16' 13" NB, 5° 44' 53" OL | 45812  | Terrein waarin twee grafheuvels                                  |
| Terrein waarin twee grafheuvels                                  | Archeologisch monument    | Neolithicum en/of Bronstijd - mogelijk IJzertijd |               |                     | 52° 20' 26" NB, 5° 47' 9" OL  | 45813  | Terrein waarin twee grafheuvels                                  |
| De Plakke: boerderij                                             | Boerderij                 | tweede helft 19e eeuw                            |               | Plakkewegje 13      | 52° 23' 42" NB, 5° 46' 60" OL | 523984 | Meer afbeeldingen                                                |
| De Plakke: bakhuisje                                             | Boerderij                 | 1900-1940                                        |               | Plakkewegje bij 13  | 52° 23' 42" NB, 5° 46' 60" OL | 523985 | Meer afbeeldingen                                                |
| De Plakke: varkensschuur                                         | Boerderij                 | 1900-1940                                        |               | Plakkewegje bij 13  | 52° 23' 42" NB, 5° 46' 60" OL | 523986 | Meer afbeeldingen                                                |
| De Plakke: houten veeschuur                                      | Boerderij                 | 1900-1940                                        |               | Plakkewegje bij 13  | 52° 23' 42" NB, 5° 46' 60" OL | 523987 | Meer afbeeldingen                                                |
| De Plakke: wagenschuur                                           | Boerderij                 | 1900-1940                                        |               | Plakkewegje bij 13  | 52° 23' 42" NB, 5° 46' 60" OL | 523988 | Meer afbeeldingen                                                |
| De Plakke: kippenren                                             | Boerderij                 | 1920-1940                                        |               | Plakkewegje bij 13  | 52° 23' 42" NB, 5° 46' 60" OL | 523989 | Meer afbeeldingen                                                |
| De Plakke: twee hooibergen                                       | Boerderij                 | 1900-1940                                        |               | Plakkewegje bij 13  | 52° 23' 42" NB, 5° 46' 60" OL | 523990 | Meer afbeeldingen                                                |
| De Plakke: erfaanleg                                             | Boerderij                 | 1850-1940                                        |               | Plakkewegje bij 13  | 52° 23' 42" NB, 5° 46' 60" OL | 523991 | Meer afbeeldingen                                                |
| Herdenkingsmonument in Um 1800-stijl                             | Gedenkteken               | ca. 1919                                         |               | Eperweg bij 22      | 52° 22' 35" NB, 5° 47' 27" OL | 523993 | Herdenkingsmonument in Um 1800-stijl                             |
| In gietijzer gemarkeerde kindergraven uit de Eerste Wereldoorlog | Begraafplaats en -onderdl | 1919                                             |               | Eperweg bij 22      | 52° 22' 35" NB, 5° 47' 27" OL | 523994 | In gietijzer gemarkeerde kindergraven uit de Eerste Wereldoorlog |
| De Boschhoek                                                     | Sport en recreatie        | 1915-1920                                        | J. van Biesen | F.A. Molijnlaan 77  | 52° 22' 34" NB, 5° 47' 39" OL | 523999 | De Boschhoek                                                     |
| Hoekstein                                                        | Sport en recreatie        | 1900-1910                                        | Herman Onvlee | F.A. Molijnlaan 150 | 52° 22' 46" NB, 5° 47' 31" OL | 524000 | Hoekstein                                                        |
| De Heuvels                                                       | Sociale zorg, liefdadigh. | 1928-1932                                        | J.B. Fels     | Gerard Vethlaan 14  | 52° 22' 14" NB, 5° 47' 52" OL | 524001 | De Heuvels                                                       |